# Pont de Mühlberg
El pont de Mühlberg és un pont de prop de 70 metres de llargada, construït el març de 1991 per donar continuïtat al carrer Mühlberg amb el parc del Guinardó al barri de Can Baró de Barcelona. Obra de l'arquitecte municipal Ignasi de Lecea i Flores, l'estructura metàl·lica es va erigir en tan sols una setmana.

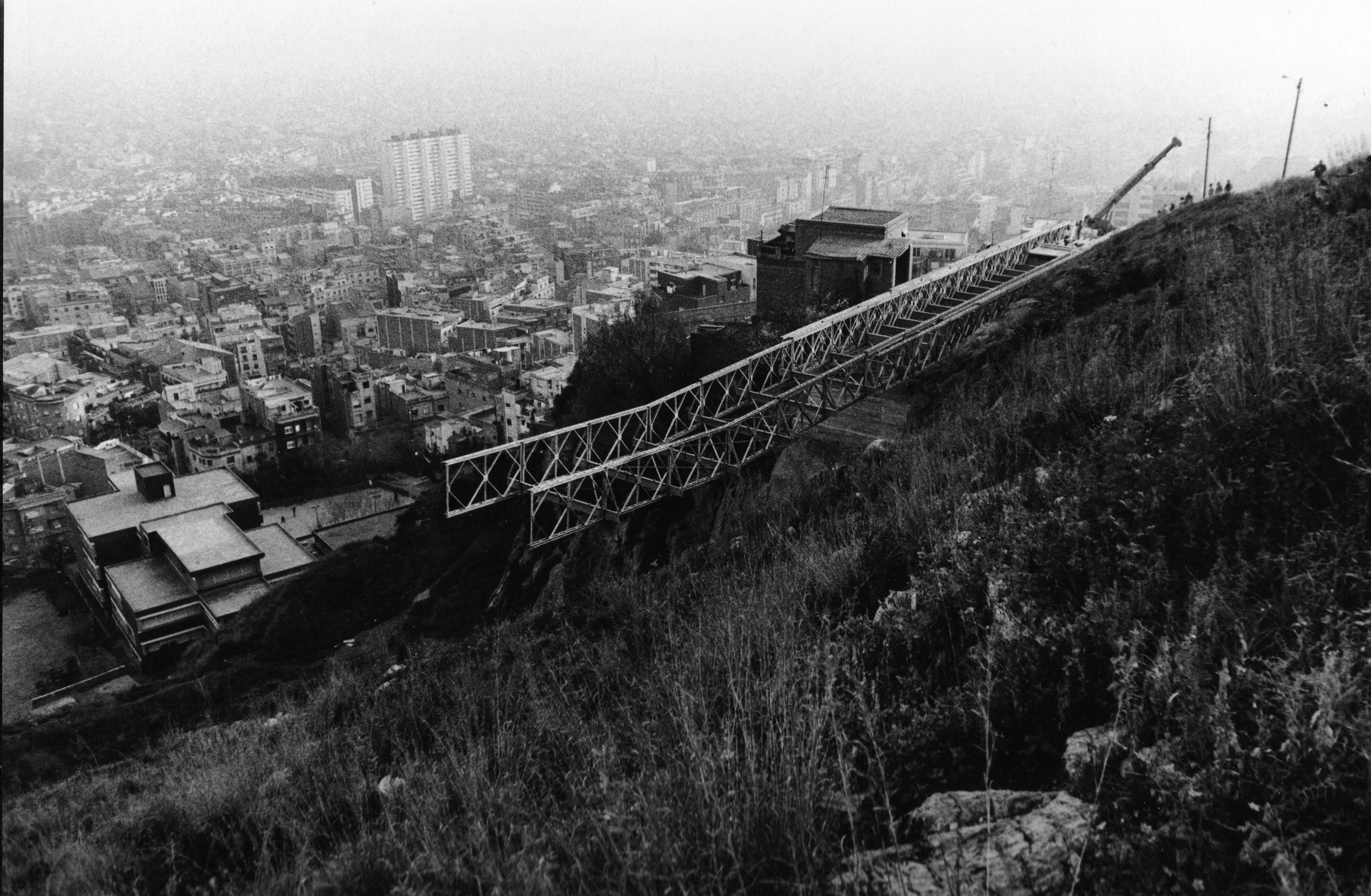
Construcció del pont

Els Tres Turons formen part de la serralada litoral i estan separats de les muntanyes de Collserola per una falla que ha format les valls d'Horta i de Sarrià. Tot aquest material geològic es remunta al paleozoic i està compost per estructures sedimentàries pissarroses molt metamorfosades. A sota hi ha una ample capa de granit i al damunt capes calcàries també sedimentàries. Des de mitjans del segle xix, les calcàries s'han aprofitat per fabricar calç i també com a material de construcció. L'activitat de les pedreres de Can Baró va crear grans esvorancs. Per salvar-ne un dels més grans es va construir el pont de Mühlberg, que permet passar per sobre del buit deixat per les pedreres.
Malgrat la resistència inicial dels veïns, dolguts encara pel desallotjament de les barraques de la zona, l'han acabat acceptant i en reconeixen l'utilitat, motiu pel qual les associacions veïnals van assistir a l'homenatge que es va retre a l'autor del pont, i del projecte del Parc dels Tres Turons, el 28 de novembre de 2014, quan es va posar el seu nom al mirador on hi ha l'escultura «L'ordre d'avui és el desordre de demà».